# Directori Militar d'Intel·ligència d'Israel
El Directori Militar d'Intel·ligència d'Israel (en hebreu: אגף המודיעין) (transliteració: Agaf HaModiin) és el servei d'Intel·ligència militar de les FDI. El Directori va ser creat l'any 1950, quan el Departament d'Intel·ligència es va separar de les FDI, el Departament d'Intel·ligència aleshores estava format pels antics membres del Servei d'Intel·ligència de la Haganà. El Directori és un servei independent i no forma part de l'Exèrcit de Terra d'Israel, de l'Armada Israeliana o la Força Aèria Israeliana. Compta amb una plantilla de 7,000 efectius. Actualment (2023) està dirigit pel General (en hebreu: Aluf) Aharon Haliva. El Directori també és anomenat (אמן, Aman).

## Estructura

### Cap del Directori
El cap del Directori Militar d'Intel·ligència (Aman) és un oficial d'Intel·ligència militar d'alt rang de les FDI i participa en decisions d'intel·ligència i formulació de polítiques al mateix nivell que els caps del Xin Bet i el Mossad: en conjunt, formen part de les tres branques de les FDI, amb igualtat entre els caps de cooperació de la Intel·ligència d'Israel, centrant–se en la intel·ligència militar domèstica (incloent els territoris palestins), i en el front d'intel·ligència a l'estranger. El 10 de juny de 2005, el llavors cap de l'Estat Major de les FDI, el Tinent General Dan Halutz, en una mesura sorprenent, va anunciar que el General Aharon Zeevi–Farkash seria reemplaçat pel General Amos Yadlin. Yadlin, que havia estat servint com agregat militar a Washington DC, va ser un pilot de combat i un excap del Servei d'Intel·ligència Aèria. Yadlin va ser nomenat Director del Directori el dia 5 de gener de l'any 2006.

### Unitats
El Directori consta de les següents unitats:
- Cos d'informació
- Departament de Finances
- Unitat 8200
- Unitat Hatzav
- Unitat d'Intel·ligència Visual
- Departament de Recerca
- Departament d'Informació de Seguretat
- Censura Militar
- Departament de Supervisió
- Departament de Relacions Externes
- Sayeret Matkal.
- Servei d'Intel·ligència de l'Aire.
- Departament d'Intel·ligència Naval.
- Cos d'Intel·ligència de Camp.

### Comandaments regionals
Les unitats d'intel·ligència dels següents comandaments regionals: 
- Comandament Central (Israel).
- Comandament del Nord (Israel).
- Comandament del Sud (Israel).
- Comandament del Front Domèstic (Israel).

## Funcions i competències
El Cos d'Intel·ligència Militar (חיל המודיעין), és dirigit per un General de Brigada, des de la Guerra del Yom Kippur, però roman sota la jurisdicció del Directori. Algunes de les principals funcions del Directori consisteixen en:
- Avaluació de la política de seguretat, la planificació militar i la política de seguretat, i la tasca d'intel·ligència militar de les FDI i els organismes governamentals.
- Seguretat a nivell de l'Estat General Major (מטכ"ל, Matkal), i la formació i operació de la Seguretat sobre el terreny en general (a tots els nivells).
- El funcionament de la Censura militar.
- Dibuix de mapes, proporcionant la direcció i la supervisió per a la difusió dels mapes.
- El desenvolupament de «mesures especials» per al treball d'intel·ligència.
- El desenvolupament de la doctrina d'intel·ligència en els àmbits de la recerca, la recopilació i la seguretat sobre el terreny.
- El Personal responsable dels agregats militars a l'estranger.

## Comandants
- 1950 – 1950 – el coronel Chaim Herzog
- 1950 – 1955 – el coronel Benjamin Gibli
- 1955 – 1959 – el General Major Harkabi Yehoshafat
- 1959 – 1962 – el General Major Chaim Herzog
- 1962 – 1963 – el General Major Meir Amit
- 1964 – 1972 – el General Major Aharon Yariv
- 1972 – 1974 – el General Major Eli Zeira
- 1974 – 1978 – el General Major Shlomo Gazit
- 1979 – 1983 – el General Major Saguy Yehoshua
- 1983 – 1985 – el General Major Ehud Barak
- 1986 – 1991 – el General Major Amnón Lipkin–Shahak
- 1991 – 1995 – el General Major Uri Saguy
- 1995 – 1998 – el General Major Moshe Yaalon
- 1998 – 2002 – el General Major Amos Malka
- 2002 – 2006 – el General Major Aharon Zeevi–Farkash
- 2006 – 2010 – el General Major Amos Yadlin
- 2010 – 2014 – el General Major Aviv Kokhavi
- 2014 – 2018 – el General Major Hertzi HaLevi
- 2018 – 2021 – el General Major Tamir Haiman
- 2021 – 2024 – el General Major Aharon Haliva
- 2024 – pres. – el General Major Xlomi Binder[1]